# Saint-Poncy
Saint-Poncy (okzitanisch Sant Poncì) ist eine französische Gemeinde mit 337 Einwohnern (Stand 1. Januar 2022) im Département Cantal in der Region Auvergne-Rhône-Alpes (vor 2016 Auvergne). Sie gehört zum Kanton Saint-Flour-1 im Arrondissement Saint-Flour.

## Lage
Saint-Poncy liegt etwa 58 Kilometer ostnordöstlich von Aurillac.
Nachbargemeinden sind Massiac im Norden, La Chapelle-Laurent im Osten, Celoux im Osten und Südosten, Lastic im Südosten und Süden, Vieillespesse im Süden und Südwesten, Saint-Mary-le-Plain im Westen sowie Bonnac im Nordwesten.
Am Westrand der Gemeinde führt die Autoroute A75 entlang.

## Bevölkerungsentwicklung
| Jahr                       | 1962 | 1968 | 1975 | 1982 | 1990 | 1999 | 2006 | 2011 | 2019 |
| -------------------------- | ---- | ---- | ---- | ---- | ---- | ---- | ---- | ---- | ---- |
| Einwohner                  | 537  | 473  | 445  | 418  | 376  | 341  | 322  | 332  | 362  |
| Quellen: Cassini und INSEE |      |      |      |      |      |      |      |      |      |

## Sehenswürdigkeiten
- Kirche Saint-Poncy, Monument historique seit 1944
- Mühle

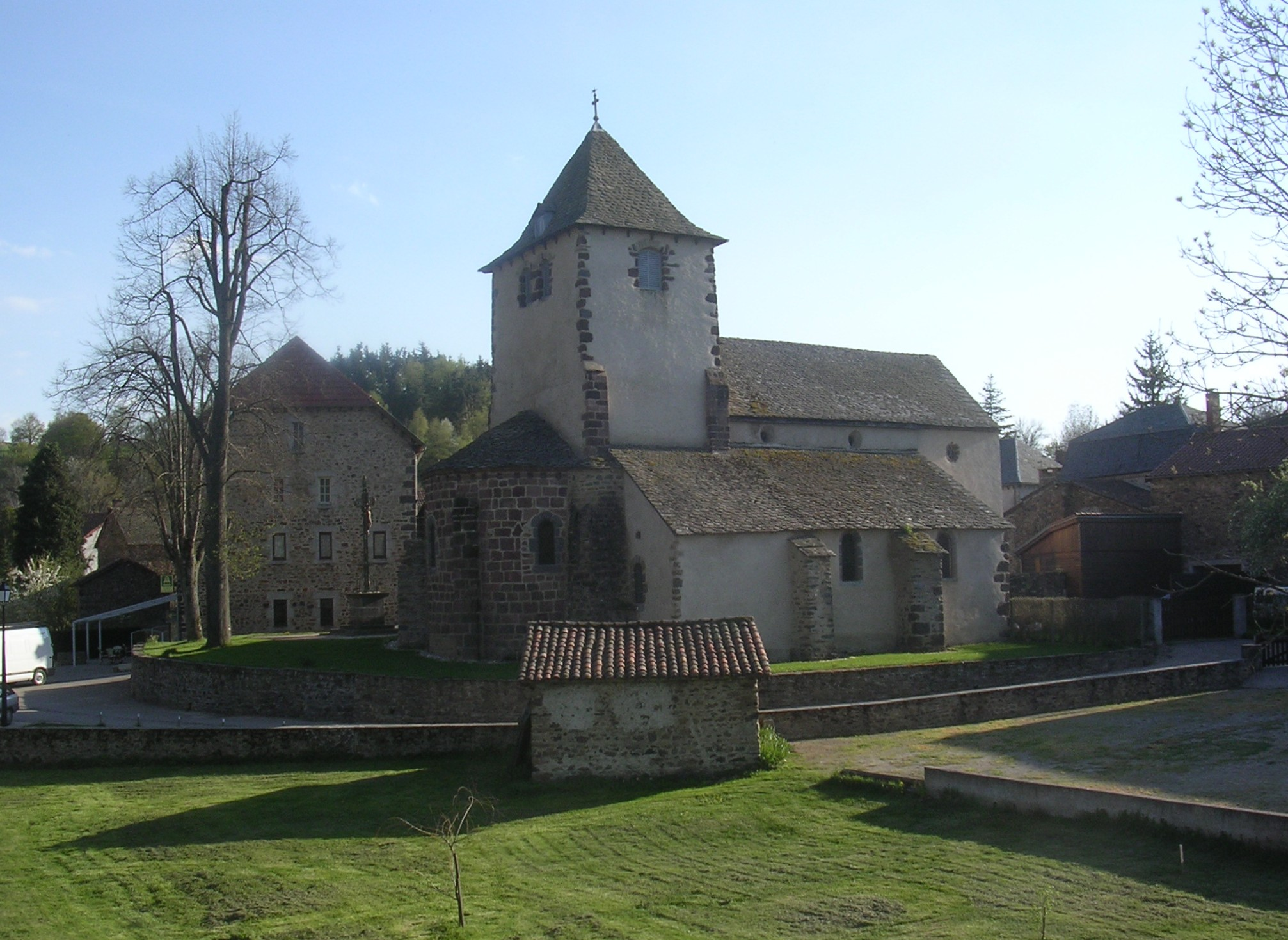
Kirche Saint-Poncy
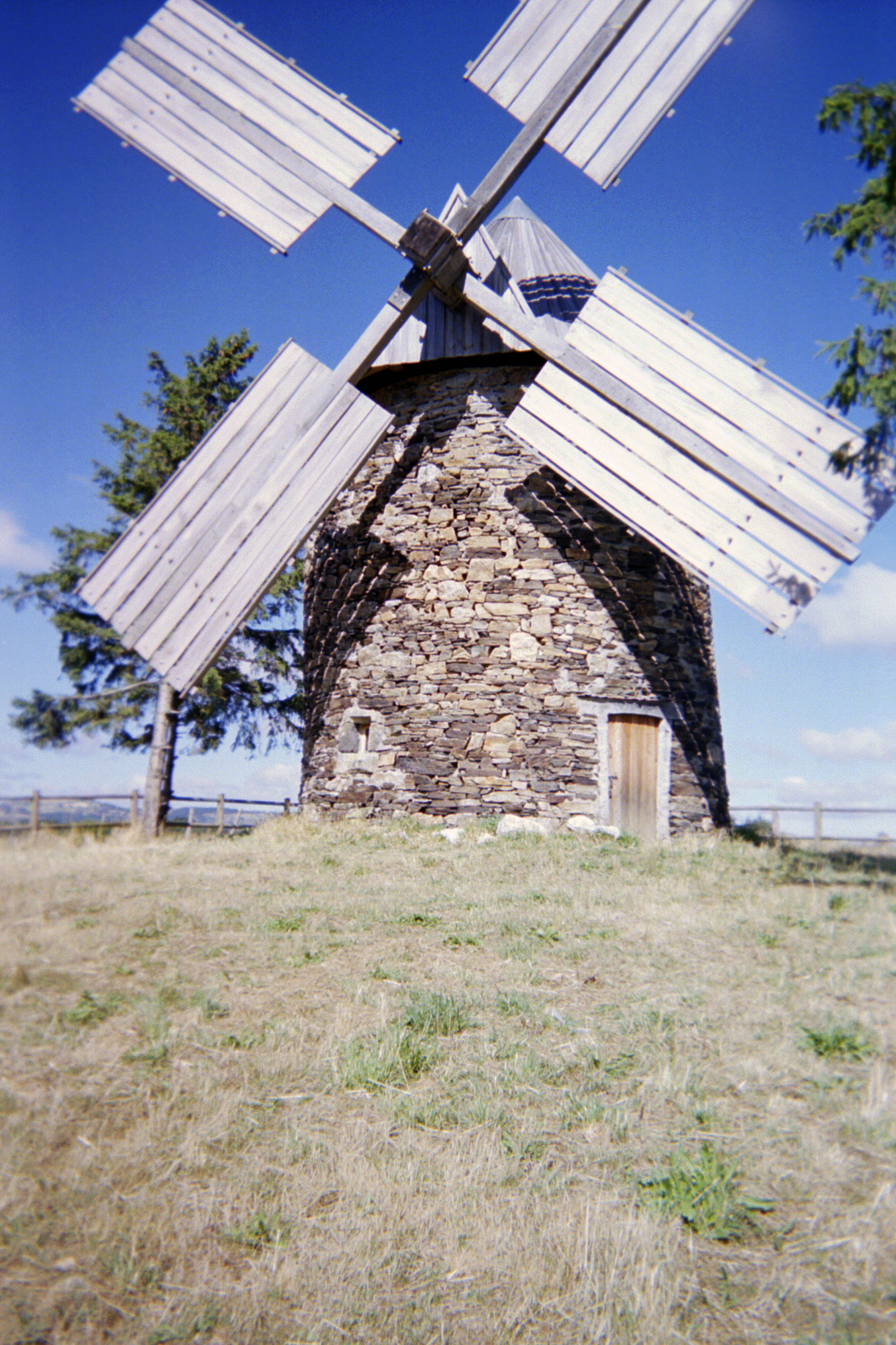
Mühle